# Volker Backert

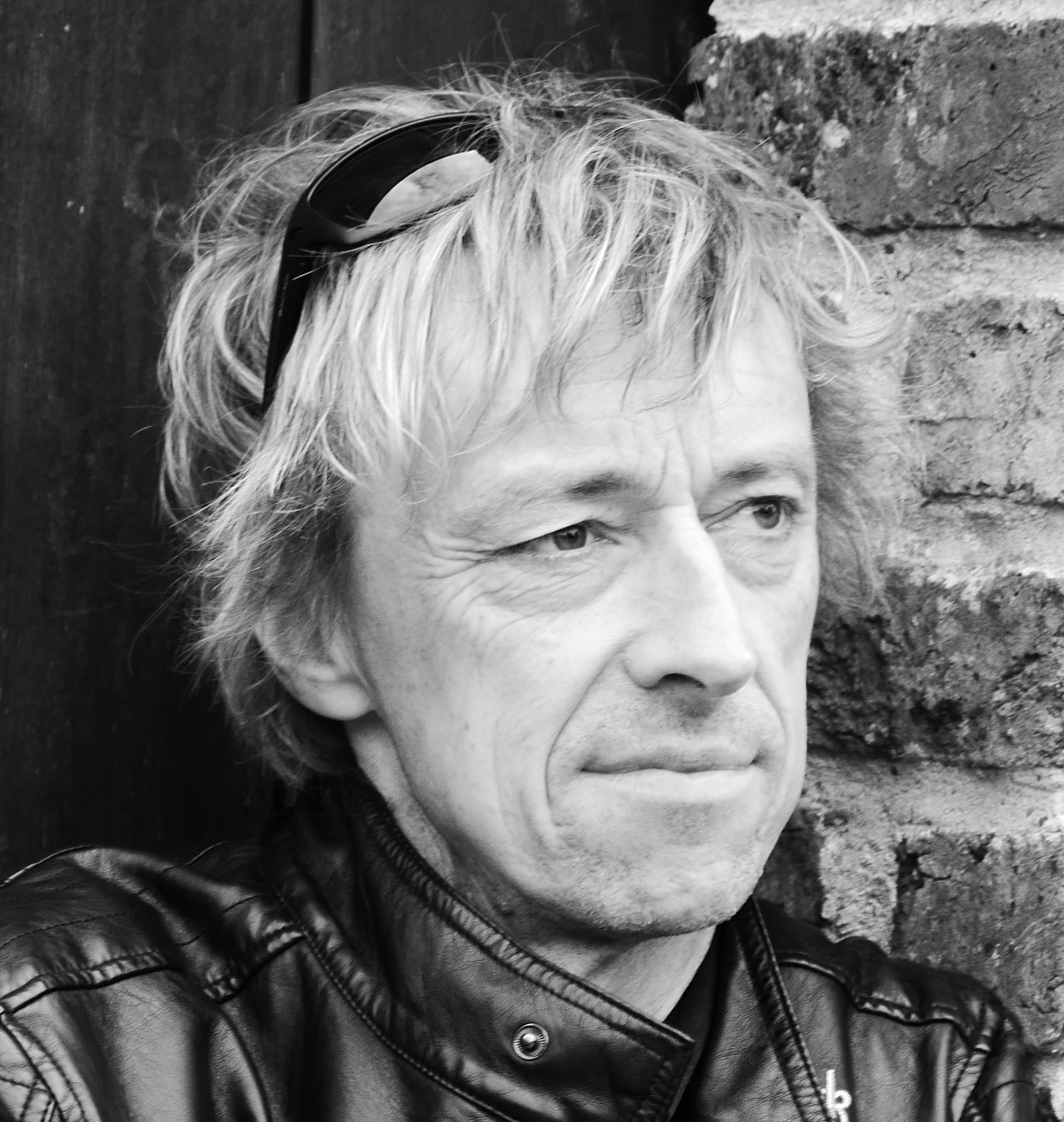
Volker Backert (2017)

Volker Backert (* 4. November 1962 in Coburg) ist ein deutscher Autor, der Kriminalromane und Kurzgeschichten schreibt.

## Biographie
Nach Abitur 1982 am Meranier-Gymnasium Lichtenfels und Wehrdienst studierte er ab 1983 in München an der Bayerischen Beamtenfachhochschule für Sozialverwaltung mit dem Abschluss Dipl.-Verwaltungswirt (FH). Ab 1986 arbeitete er als Teamleiter in der Landwirtschaftlichen Sozialversicherung in Bayreuth. 1989 wechselte er zur Stadt Coburg, wo er zunächst im Sozialamt arbeitete, bevor er 1995 Abteilungsleiter für öffentliche Sicherheit wurde und achtzehn Jahre eng mit der Polizei zusammen arbeitete. Seit 2013 arbeitet er im Standesamt Coburg. Seine Werke erscheinen im Kölner Emons Verlag.
Backert ist Mitglied des Syndikat e.V., der Vereinigung deutschsprachiger Krimiautoren.
Der Vater einer Tochter und eines Sohns ist geschieden und lebt in Lichtenfels.

## Rezeption
Backerts selbst formulierter Anspruch, „regionale Thriller zu schreiben: Härter, schwärzer, schneller als ein normaler Regionalkrimi …Ich wollte Sex & Crime & Rock"n Roll in die Region transportieren“ stieß in den Rezensionen von Presse, Rundfunk und Buchbranche auf Widerhall:
Sein Erstling Das Haus vom Nikolaus kam 2010 auf die Vorschlagsliste zum Friedrich-Glauser-Preis für das beste deutschsprachige Krimi-Debüt. „Spannend konstruiert, gut erzählt, kenntnisreich angelegt und mit einem überraschenden Ende. Backert hat einen Frankenkrimi geschrieben, der erzählerisch und kompositorisch auf einem hohen Niveau liegt“, urteilte der Nordbayerische Kurier aus Bayreuth. Die Bayerische Staatsbibliothek nahm Das Haus vom Nikolaus 2012 in ihre Empfehlungsliste „Best of Regionalkrimis 2012“ auf.
Ebenfalls 2012 erschien der Psycho-Thriller Todesfessel , über den die Kritikerin des Coburger Tageblatts urteilte „Volker Backert bietet einen mit schnellen Szenenwechseln filmisch rasant verfassten, in den Täterszenen richtig harten Plot, knapp, prägnant, bisweilen knallhart formuliert und dialogisch intensiv vorangetrieben. Das klingt, als sei Backert vorlageberechtigt für einen ,Tatort‘ im Lokalkolorit“.
Mit dem 2015 veröffentlichten Hardrock „liefert Volker Backert einen thematisch internationalen Thriller, der zeigt, dass der Autor ein großartiges Gespür für Spannungsabläufe hat“ schrieb Rainer Scheer im Doppelpunkt, dem Kulturmagazin für die Metropolregion Nürnberg.
2017 legte Backert mit Rhein-Main-Bestie einen regionalen Polit-Thriller vor. Der Bayerische Rundfunk: „Erschreckend aktuell ist das, was Backert in seinem Krimi beschreibt. An manchen Stellen hat die Wirklichkeit seine fiktive Geschichte sogar schon eingeholt.“ „Volker Backert schafft es, ähnlich dicht und fesselnd zu schreiben wie die Schweden…Seine Bücher sind eher Thriller als Krimi, mit hohem Tempo und düsteren Momenten. Ich bin schnell ein Fan von ihm geworden“ äußerte im selben Jahr Sabine Dittmar, gesundheitspolitische Sprecherin der SPD-Bundestagsfraktion, die als begeisterte Krimileserin bekannt ist.
2020 erschien mit Oktobernacht ein Polit-Thriller rund um die Wiedervereinigung, der kontrovers aufgenommen wurde: „Ein Krimi wie ein Drehbuch, harte Schnitte, schnelle Überblendungen, lapidare, scharf geschliffene Sätze - Backert weiß genau, wie sich Spannung inszenieren lässt…‘Oktobernacht‘ macht Backert endgültig zum Heavy-Metal-Schreiber in Frankens Krimi-Autoren-Riege“ urteilte Jochen Berger. Ganz anders Magda Geisler von der Berliner Wochenzeitung der Freitag, die den Roman als „Stasi-Kasperle“ bezeichnete. Fast gleichzeitig empfahl das Münchner Stadtmagazin „in München“ Oktobernacht als Buchtipp der Woche.
Krimi-Lesungen führen Volker Backert über Franken hinaus bis ins Ausland, so 2013 zum größten deutschsprachigen Krimifestival, der Criminale in Bern (Schweiz) und 2020 zum Internationalen Fine Crime Festival in Graz (Österreich). Typisches Merkmal seiner Lesungen ist die musikalische Begleitung durch den „Gitarren-Mafioso Franco Corleone“.

## Veröffentlichungen
Der Kurzkrimi Letzte Worte wurde 2014 in die Anthologie Finsterböses Bayern aufgenommen, deren Reinerlös dem Bayerischen Hospiz- und Palliativverband zufließt.
- Das Haus vom Nikolaus, Emons, Köln 2010, ISBN 978-3-89705-740-1
- Todesfessel, Emons, Köln 2012, ISBN 978-3-95451-019-1
- Letzte Worte, in: Angela Eßer, Heidi Keller (Hrsg.): Finsterböses Bayern: 25 Kriminalgeschichten. Allitera, München 2014, ISBN 978-3869064994
- Hardrock, Emons, Köln 2015, ISBN 978-3-95451-565-3
- Rhein-Main-Bestie, Emons, Köln 2017, ISBN 978-3-7408-0161-8
- Oktobernacht, Emons, Köln 2020, ISBN 978-3-7408-0767-2